# Alexander Tarlton
Alexander Tarlton, né le 6 octobre 2000, est un coureur cycliste allemand.

## Biographie
Il participe avec l'équipe espoirs allemande au Tour de l'Ain 2021 : il endosse le maillot de meilleur grimpeur à l'issue de la première étape.
Ne parvenant pas à obtenir un contrat professionnel, il décide de mettre un terme à sa carrière à l'issue de la saison 2022.

## Palmarès
- 2019
  - 2e du Mémorial Leo Wirth
- 2021
  -  Champion d'Allemagne de la montagne espoirs[3]
- 2022
  -  Champion d'Allemagne de la montagne espoirs[4]